# Hexatoma (Eriocera) constricta
Hexatoma (Eriocera) constricta is een tweevleugelige uit de familie steltmuggen (Limoniidae). De soort komt voor in het Oriëntaals gebied.